# Turzyca pospolita
Turzyca pospolita (Carex nigra Reichard) – gatunek byliny z rodziny ciborowatych. Występuje na mokradłach Europy i Syberii. W Polsce pospolity gatunek rodzimy.

## Morfologia

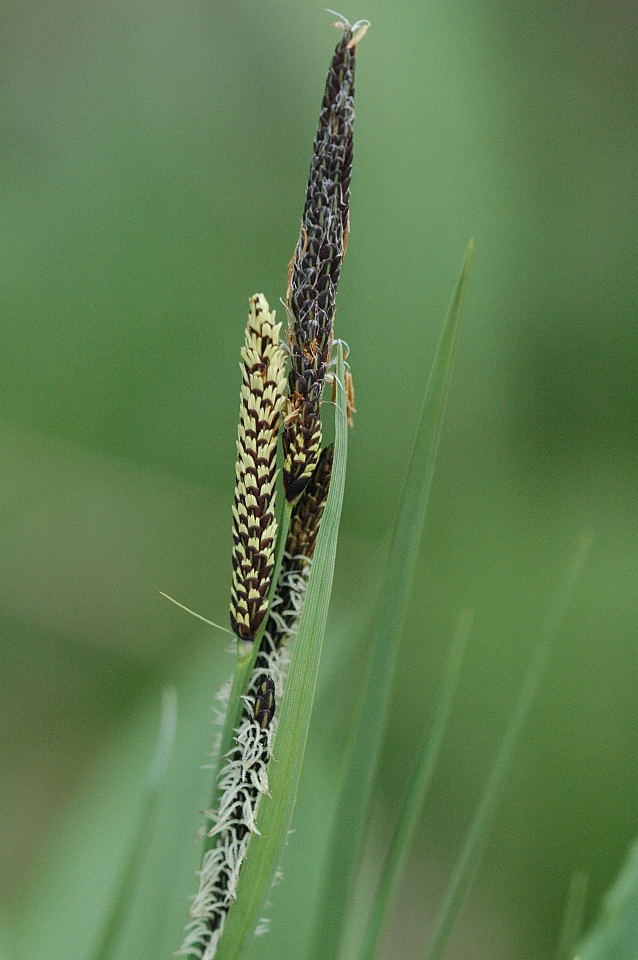
Kwiatostan

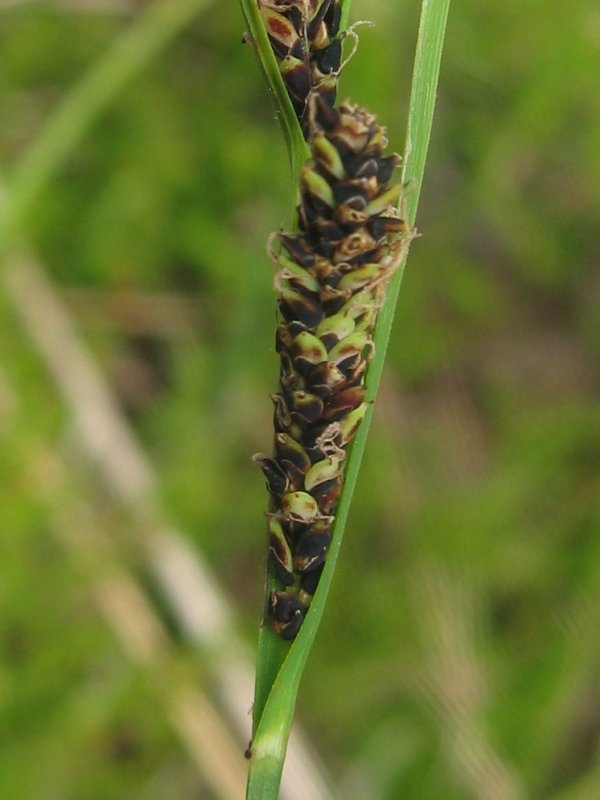
Owocostan

PokrójBylina luźnodarniowa, często wytwarzająca pełzające kłącza i podziemne rozłogi.
ŁodygaProstowzniesiona, ostrokanciasta, nieznacznie przegięta, tęga, u góry szorstka, wysokości (8)10-30(70) cm, sztywna, cienka, tępo trójkanciasta, dołem gładka, u góry szorstka.
LiścieSzarozielone do sinozielonych, wąskie, szerokości 2-5 mm, krótsze od łodyg, przy wysychaniu zwijają się ku górze. Dolne pochwy liściowe jasno- lub ciemnobrunatne do czerwonobrunatnych.
KwiatyRoślina jednopienna, kwiaty rozdzielnopłciowe, zebrane w kwiatostany - kłosy, wyrastające w kątach przysadek. Kłos szczytowy męski, najczęściej jeden, rzadko 2. Kwiaty męski z trzema pręcikami, ich przysadki podłużonjajowate, tępe, ciemnopurpurowe, z jasną środkową smugą. Kłosy żeńskie u dołu, w ilości od 1 do 3(4), krótkowalcowate, proste, długości 1-4(5) cm, siedzące lub na krótkich szypułkach. Kwiaty żeński z jednym słupkiem o dwóch znamionach, ich przysadki jajowate, tępe, krótsze od pęcherzyka, czarne, ze środkową zieloną smugą, biało obrzeżone. Podsadki węższe od liści, dolna krótsza od kwiatostanu.
OwoceOrzeszek otoczony pęcherzykiem. Pęcherzyki zebrane w owocostan, zielone, kuliste do jajowatych, długości ok. 3mm, od zewnątrz wypukłe, od wewnątrz płaskie, słabo unerwione, bez dzióbka, na krótkich szypułkach.

## Biologia i ekologia
RozwójBylina, hemikryptofit. W Polsce kwitnie od maja do czerwca.
SiedliskoZasiedla głównie gleby organiczne, optymalny rozwój osiąga w zbiorowiskach mszysto-turzycowych, występuje często na podmokłych łąkach, torfowiskach niskich, niekiedy przejściowych, zabagnionych brzegach rzek i stawów.
FitocenozyW klasyfikacji zbiorowisk roślinnych gatunek charakterystyczny dla rzędu/związku (O./All.) Caricetalia nigrae oraz regionalnie zespołu (Ass.) Arabidetalia coeruleae.

## Zmienność
Tworzy mieszańce z turzycą bladą (Carex palescens), t. Bueka (C. buekii), t. darniową (C. caespitosa), t. siną (C. flacca), t. sztywną (C. elata) - C. xpseudoturfosa D.T. et Sarnth., oraz t zaostrzoną (C. gracilis).